# Family Guy : À la recherche des trucs
Family Guy : À la recherche des trucs (en anglais : Family Guy: The Quest for Stuff) est un jeu vidéo mobile pour Android et iOS, basé sur la série animée Les Griffin. Le jeu est développé par TinyCo et édité par Fox Entertainment Group.

## Histoire

### Synopsis
Après un nouveau combat épique avec un poulet géant, Peter Griffin a accidentellement détruit Quahog. Il doit alors reconstruire la ville…
La ville est répartie en neuf districts qui constituent chacun un niveau avec ses bâtiments et ses personnages. Le déblocage d'un personnage se fait via la construction de son bâtiment, puis grâce aux actions des personnages existants qui rapportent un nombre d'objets nécessaires.

### Personnages
Toute la famille Griffin et les habitants de Quahog sont représentés, ils obtiennent un niveau d'expérience personnel (jusqu'au niveau maximum de 15, sauf Peter Griffin). Lors d'évènements (Comic-con, Halloween…), d'autres personnages de la vie réelle font leur apparition (Ron Perlman, Felicia Day, Stan Lee…).

## Modèle économique
Le jeu adopte un modèle freemium. La reconstruction de la ville et toutes les actions de jeu peuvent être accélérées en dépensant des palourdes, acquises par des récompenses aléatoires, en visionnant des publicités ou par achat en monnaie réelle.

## Accueil
- Gamezebo : 2,5/5[1]
- Pocket Gamer : 5/10[2]
- Pocket Gamer France : 3,5/10[3]
- TouchArcade : 2/5[4]